# Epidendrum latilabre var. Album
Epidendrum latilabre var. Album é uma espécie epífita de crescimento vigoroso sobre rizoma grosso e caules desordenados com folhas carnosas e lanceoladas de cor verde-clara brilhante. Hastes florais curtas de dez centímetros de comprimento, portando duas ou três flores. Flor de três centímetros de diâmetro com pétalas e sépalas estreitas de cor verde-clara brilhante, parecendo serem feitas de vidro. Labelo rombudo e reniforme de cor branco leitoso nessa linda variedade.
Floresce no verão.